# Licneremaeidae
Licneremaeidae är en familj av kvalster. Enligt Catalogue of Life ingår Licneremaeidae i överfamiljen Licneremaeoidea, ordningen Sarcoptiformes, klassen spindeldjur, fylumet leddjur och riket djur, men enligt Dyntaxa är tillhörigheten istället ordningen kvalster, klassen spindeldjur, fylumet leddjur och riket djur. Enligt Catalogue of Life omfattar familjen Licneremaeidae 19 arter. 
Kladogram enligt Catalogue of Life och Dyntaxa:
| Licneremaeidae | \| \| Huilicheremaeus \| \| \| \| \| \| Licneremaeus \| \| \| \| |
|                | \| \| Huilicheremaeus \| \| \| \| \| \| Licneremaeus \| \| \| \| |
|                | Dendroeremaeidae                                                 |
|                |                                                                  |
|                | Lamellareidae                                                    |
|                |                                                                  |
|                | Micreremidae                                                     |
|                |                                                                  |
|                | Passalozetidae                                                   |
|                |                                                                  |
|                | Scutoverticidae                                                  |
|                |                                                                  |
|                | Huilicheremaeus                                                  |
|                |                                                                  |
|                | Licneremaeus                                                     |
|                |                                                                  |

|  | Huilicheremaeus |
|  |                 |
|  | Licneremaeus    |
|  |                 |